# CNP-600
O CNP-600 é um reator nuclear de água pressurizada desenvolvido pela China National Nuclear Corporation (CNNC).
O reator tem uma capacidade elétrica bruta de 650 MW.
É um reator de segunda geração II com base no primeiro projeto de reator nuclear comercial chinês, o CNP-300 e no reator M310 reator da Usina Nuclear da Baía de Daya.
O primeiro CNP-600 começou a operar na Usina Nuclear de Qinshan em 2002, com outras 3 unidades entrando em operação entre 2004 e 2011.
Há apenas 2 CNP-600 em construção atualmente, ambos na Usina Nuclear de Changjiang.
Uma versão avançada do projeto, o ACP-600, está atualmente sendo desenvolvido pela CNNC. O novo projeto terá sistemas de segurança melhorados e um projeto de vida estendido de 60 anos.